# Pertusaria cerebrinula
Pertusaria cerebrinula är en lavart som beskrevs av Zahlbr. Pertusaria cerebrinula ingår i släktet Pertusaria och familjen Pertusariaceae.   Inga underarter finns listade i Catalogue of Life.